# Unagi saki

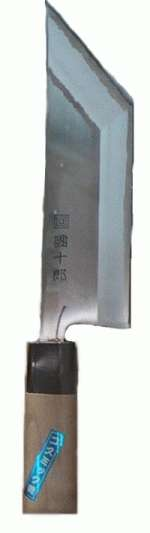
Unagisaki hōchō (photomontage).

Un unagisaki hōchō (鰻割き包丁) est un couteau spécialisé pour lever les filets d'unagi (anguille). L'extrémité pointue du couteau est insérée dans le poisson près de la tête puis glissée tout le long du corps de l'anguille pour l'ouvrir sur toute sa longueur.
Il existe, en dehors de la version standard, des versions locales qui diffèrent significativement comme à Nagoya, Osaka ou encore Kyoto.